# Jastrzębie (gromada w powiecie lipnowskim)
Jastrzębie (od 1 I 1969 Lipno) – dawna gromada, czyli najmniejsza jednostka podziału terytorialnego Polskiej Rzeczypospolitej Ludowej w latach 1954–1972.
Gromady, z gromadzkimi radami narodowymi (GRN) jako organami władzy najniższego stopnia na wsi, funkcjonowały od reformy reorganizującej administrację wiejską przeprowadzonej jesienią 1954 do momentu ich zniesienia z dniem 1 stycznia 1973, tym samym wypierając organizację gminną w latach 1954–1972.
Gromadę Jastrzębie z siedzibą GRN w Jastrzębiu utworzono – jako jedną z 8759 gromad na obszarze Polski – w powiecie lipnowskim w woj. bydgoskim, na mocy uchwały nr 24/8 WRN w Bydgoszczy z dnia 5 października 1954. W skład jednostki weszły obszary dotychczasowych gromad Jastrzębie, Okręg i Złotopole ze zniesionej gminy Jastrzębie w tymże powiecie. Dla gromady ustalono 20 członków gromadzkiej rady narodowej.
31 grudnia 1959 do gromady Jastrzębie włączono wsie Gołuchowo, Janowo, Makówiec i Rumunki Makówiec ze zniesionej gromady Makówiec w tymże powiecie.
Gromadę zniesiono 1 stycznia 1969, a z jej obszaru utworzono gromadę Lipno w tymże powiecie.